# Amphisbaena caeca
Amphisbaena caeca este o specie de reptile din genul Amphisbaena, familia Amphisbaenidae, ordinul Squamata, descrisă de Georges Cuvier în anul 1829. Conform Catalogue of Life specia Amphisbaena caeca nu are subspecii cunoscute.